# Ramanakkapeta
Ramanakkapeta är en ort i Indien.   Den ligger i distriktet Krishna och delstaten Andhra Pradesh, i den centrala delen av landet, 1 400 km söder om huvudstaden New Delhi. Ramanakkapeta ligger 131 meter över havet och antalet invånare är 10 000.
Terrängen runt Ramanakkapeta är platt, och sluttar österut. Runt Ramanakkapeta är det tätbefolkat, med 276 invånare per kvadratkilometer. Närmaste större samhälle är Nūzvīd, 11,1 km söder om Ramanakkapeta. Trakten runt Ramanakkapeta består till största delen av jordbruksmark.